# 스보스조비체
스보스조비체(폴란드어: Swoszowice)는 폴란드 마워폴스카주 크라쿠프를 구성하는 18개의 구 중 하나다. 스보스조비체라는 이름은 현재 이 구에 속해 있는 동명 오시에들레에서 유래한다.